# Adrian Johns
Adrian Johns, né le 1er septembre 1951 à Redruth (Royaume-Uni), est un militaire et homme politique britannique, gouverneur de Gibraltar de 2009 à 2014.